# Enclusa
|  | Per a altres significats, vegeu «Enclusa (desambiguació)». |

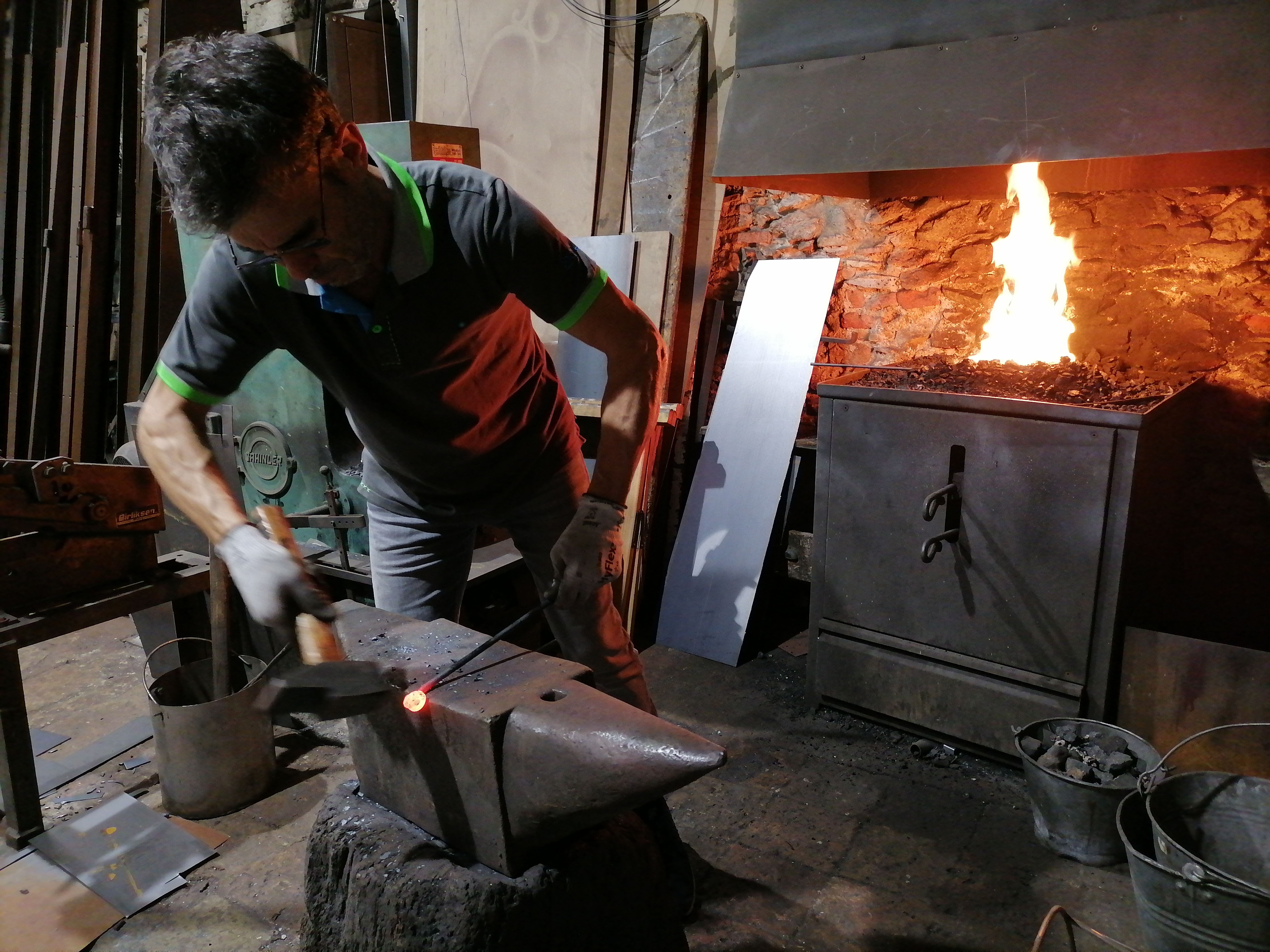
Enclusa i farga. Taller de Sergi Cadenas, a Girona.

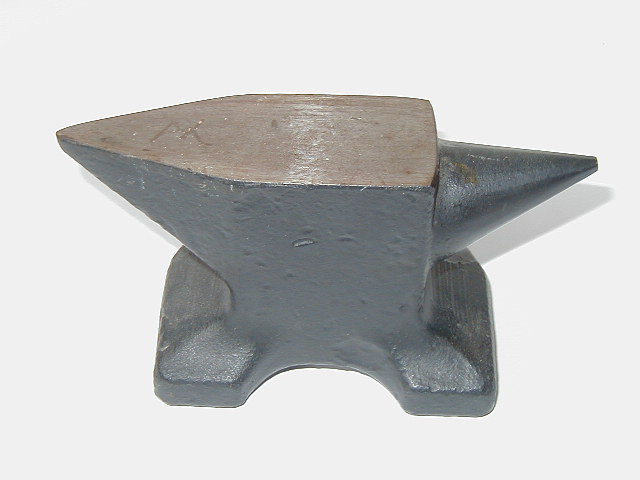
Enclusa

L'enclusa, a les Illes Balears anomenada encruia, és un bloc d’acer que hom empra com a suport de l’escalaborn o superfície per martellejar en els treballs manuals de forja. És una de les eines fonamentals de la forja. Consisteix en una massa d'acer que té un cos central rectangular i dues punxes, anomenades bigòrnies, a cada extrem. Una de les bigòrnies és cònica i l'altra acostuma a ser en forma de piràmide quadrada. Són fetes d'acer modelat o forjat i tenen la cara superior i les banyes lleugerament trempades, ja que és la part que rep més cops. Sobre l'enclusa es dona forma als metalls calents, colpint-los amb martells, maces o malls. Els doblecs o corbes s'aconsegueixen picant els metalls sobre els cantells, normalment arrodonits, sobre les corbes de les banyes. Abans de l'arribada de la tecnologia de soldadura moderna, era l'eina principal dels treballadors del metall.
Les encluses són tan massives com sigui possible, perquè com més gran sigui el seu pes, i per tant la seva inèrcia, més eficientment fan que l'energia de les eines de cop es transfereixi a la peça de treball. En la majoria dels casos, l'enclusa s'utilitza com a eina de farga.
La gran majoria de les encluses modernes són fetes d'acer fos que ha estat tractat tèrmicament amb cimentació o inducció elèctrica. Les encluses econòmiques són  de ferro colat i acer de baixa qualitat, però es consideren inadequades per a un ús professional, ja que es deformen i no fan rebotar prou el martell quan són colpejades.

## Etimologia
La paraula enclusa prové del llatí clàssic incus, -ūdis, a través del llatí vulgar *inclūdĭnem influït per ĭnclūdĕre ‘encastar’, perquè va encastada al soc o per les enclusetes dels inclusores ‘joiers’. La primera font coneguda del seu ús en català és del segle XI.

## Estructura

Enclusa d'una sola banya

La superfície de treball principal de l'enclusa s'anomena cara. Generalment és feta d'acer endurit i ha de ser plana i llisa. Qualsevol marca a la cara es traslladarà a l'obra. Les vores tendeixen a ser arrodonides, perquè si són esmolades poden tallar el metall que es treballa o provocar esquerdes a la peça. La cara és endurida i trempada per resistir els cops del martell i que no es deformi amb l'ús repetit. Una cara d'enclusa dura també redueix la quantitat de força perduda en cada cop de martell. Els martells, les eines i les peces de treball d'acer endurit no han de colpejar directament la cara de l'enclusa amb tota la força, ja que poden danyar-la; això pot donar lloc a un trencament o deformació de la cara de l'enclusa.
La banya de l'enclusa és una projecció cònica que s'utilitza per fer diverses formes rodones i és generalment d'acer o ferro sense endurir. La banya s'utilitza principalment en operacions de flexió. També la utilitzen alguns ferrers com a ajuda per estirar la peça (fer-la més llarga i prima). Algunes encluses, principalment europees, són fetes amb dues banyes, una de piramidal i una altra de cònica. Algunes encluses poden tenir banyes laterals per a treballs especialitzats.
El graónés la zona de l'enclusa entre la cara i la banya. És suau i s'utilitza per tallar. El seu propòsit és evitar que es faci malbé la cara d'acer de l'enclusa fent-hi aquestes operacions i per no danyar el tall del cisell, tot i que molts ferrers defugien aquesta pràctica ja que amb el pas del temps danyaria l'enclusa.
El forat resistent és un forat quadrat en el que es col·loquen eines especialitzades de conformació i tall, anomenades "eines resistents". També s'utilitza en operacions de punxonat i doblegat.
El forat pritchel és un petit forat rodó que és present a la majoria d'encluses modernes. Algunes encluses en tenen més d'un. S'utilitza principalment per punxar. Els ferrer també pot col·locar-hi una segona eina per tenir més flexibilitat a l'utilitzi més d'una eina d'enclusa.

## Col·locació

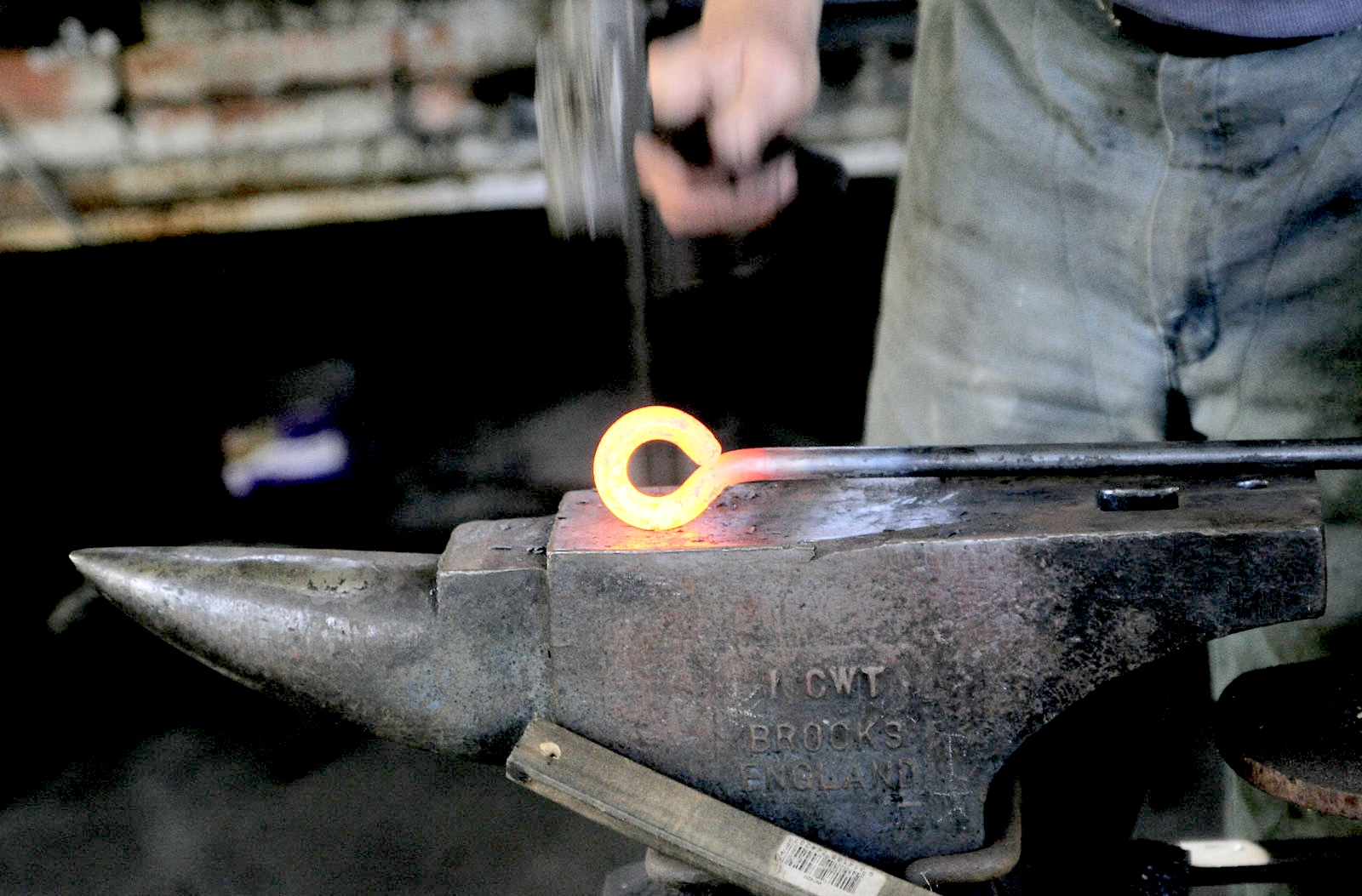
Un ferrer que treballa el ferro amb un martell

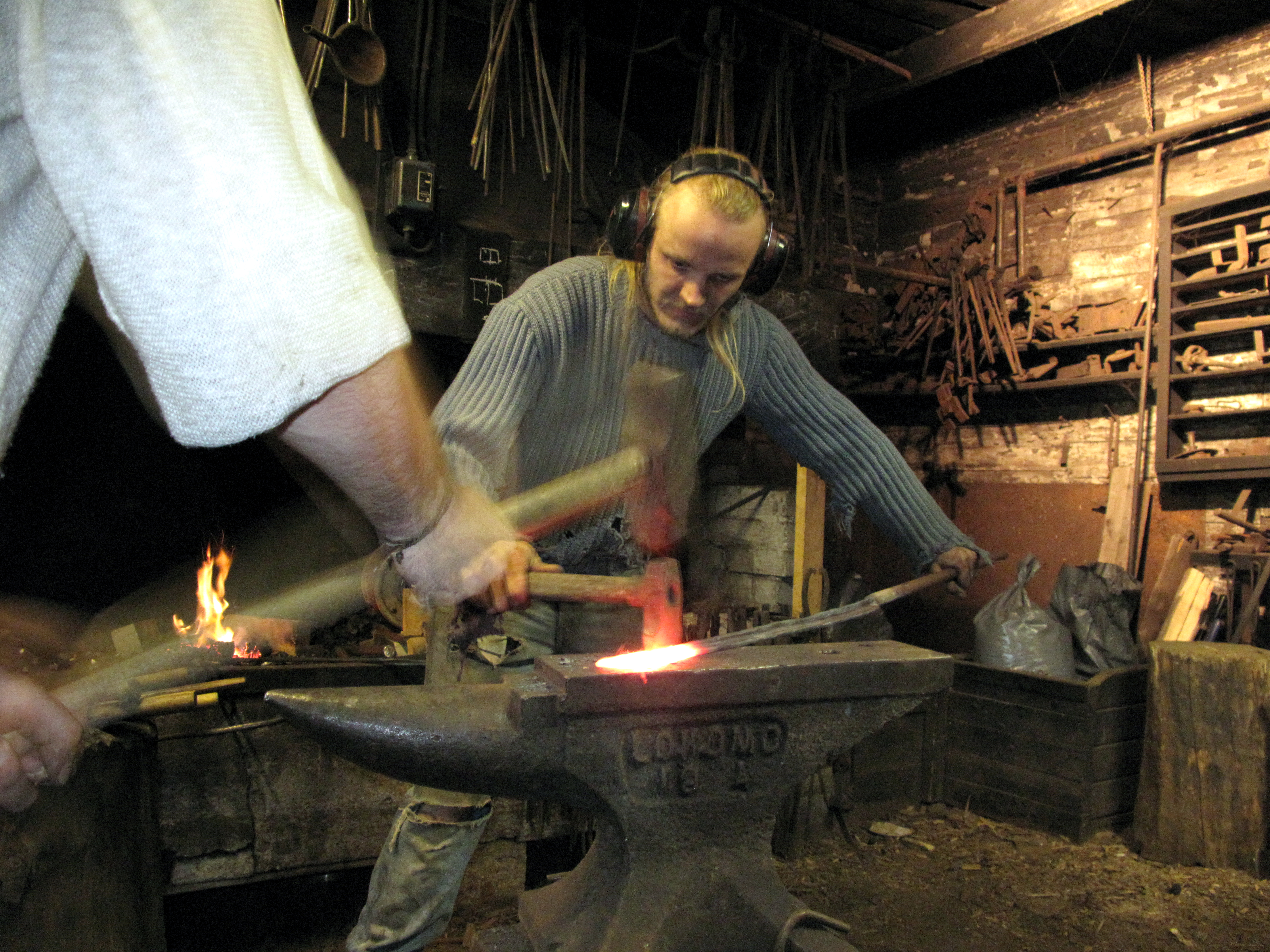
Un ferrer que treballa amb un martell, enclusa de Lokomo a Finlàndia

Cal col·locar l'enclusa sobre una base robusta feta d'un material resistent als impactes i al foc. Requereix estar fermament subjecta a la base, de manera que no es mogui quan es colpeja amb un martell. Una enclusa solta és extremadament insegura, ja que pot caure de la base i és una eina de forja ineficaç. Els mètodes habituals per fixar una enclusa són punxes, cadenes, corretges d'acer o ferro, cargols on hi ha forats i cables. L'enclusa es col·loca tan a prop de la forja com es pugui, generalment a no més d'un pas de la forja per evitar la pèrdua de calor a la peça de treball.
Antigament, la base més comuna era un bloc de fusta dura que podia estar clavat uns metres al terra de la farga. A l'era industrial es va disposar de bases de ferro colat, que tenien l'avantatge d'afegir pes addicional a l'enclusa, fent-la més estable. Aquestes bases són avui molt buscades pels col·leccionistes. Quan el formigó armat va ser més comú hi va haver una tendència a fabricar bases d'enclusa amb aquest material, però aquesta pràctica s'ha abandonat en gran manera. En temps actuals, moltes encluses es col·loquen sobre bases fabricades amb acer, sovint una secció curta i gruixuda d'una gran biga de perfil I. També s'han fet bases de fusta laminada cargolada per formar un gran bloc o bidons d'acer plens de sorra saturada d'oli per proporcionar-hi un efecte amortidor. En els últims temps s'han popularitzat les bases de trípode fetes d'acer.

## Tipus

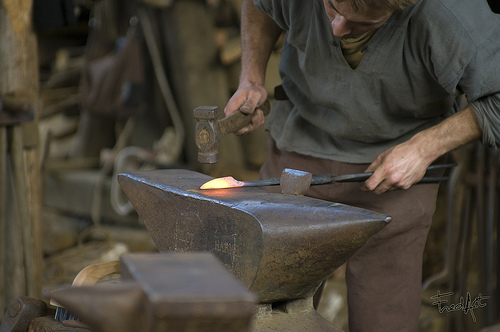
Un enclusa al Castell de Guédelon a Treigny, França

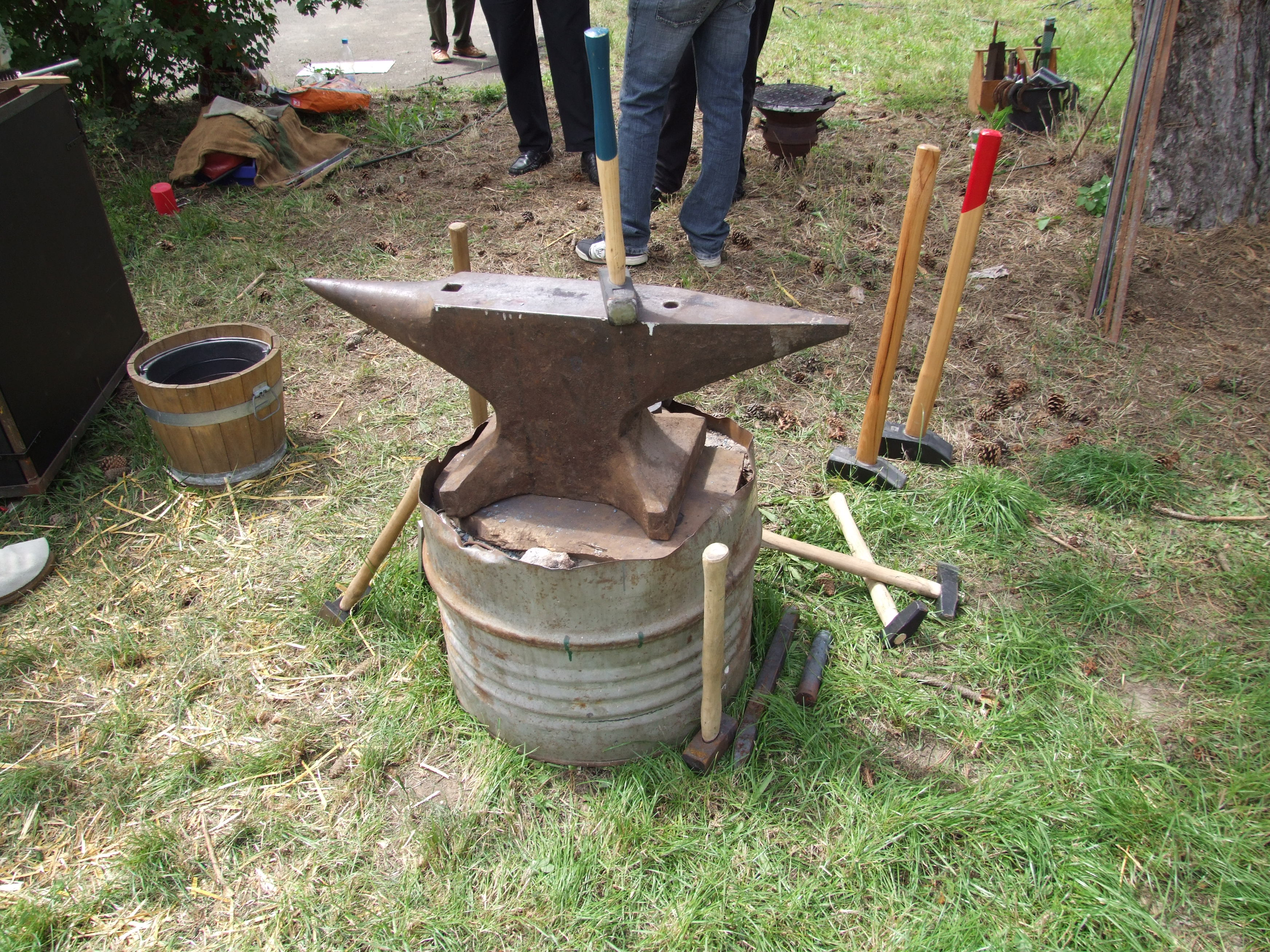
Enclusa d'un ferrer

Hi ha molts dissenys d'encluses, que sovint es fan a mida per a un propòsit específic o per satisfer les necessitats d'un ferrer en particular. Per exemple, hi ha encluses fetes específicament per a ferradors, ferrers generals, tallers, fabricants de cadenes, armers, afinadors de serres, carreters, boters i molts altres tipus de treballadors del metall. La majoria d'aquests tipus d'enclusa semblen idèntics, però alguns són radicalment diferents. Les encluses dels fabricants de serra, per exemple, són generalment un gran bloc rectangular d'acer. Les encluses de ferrer tendeixen a ser rectangulars amb un forat, però sense banya.

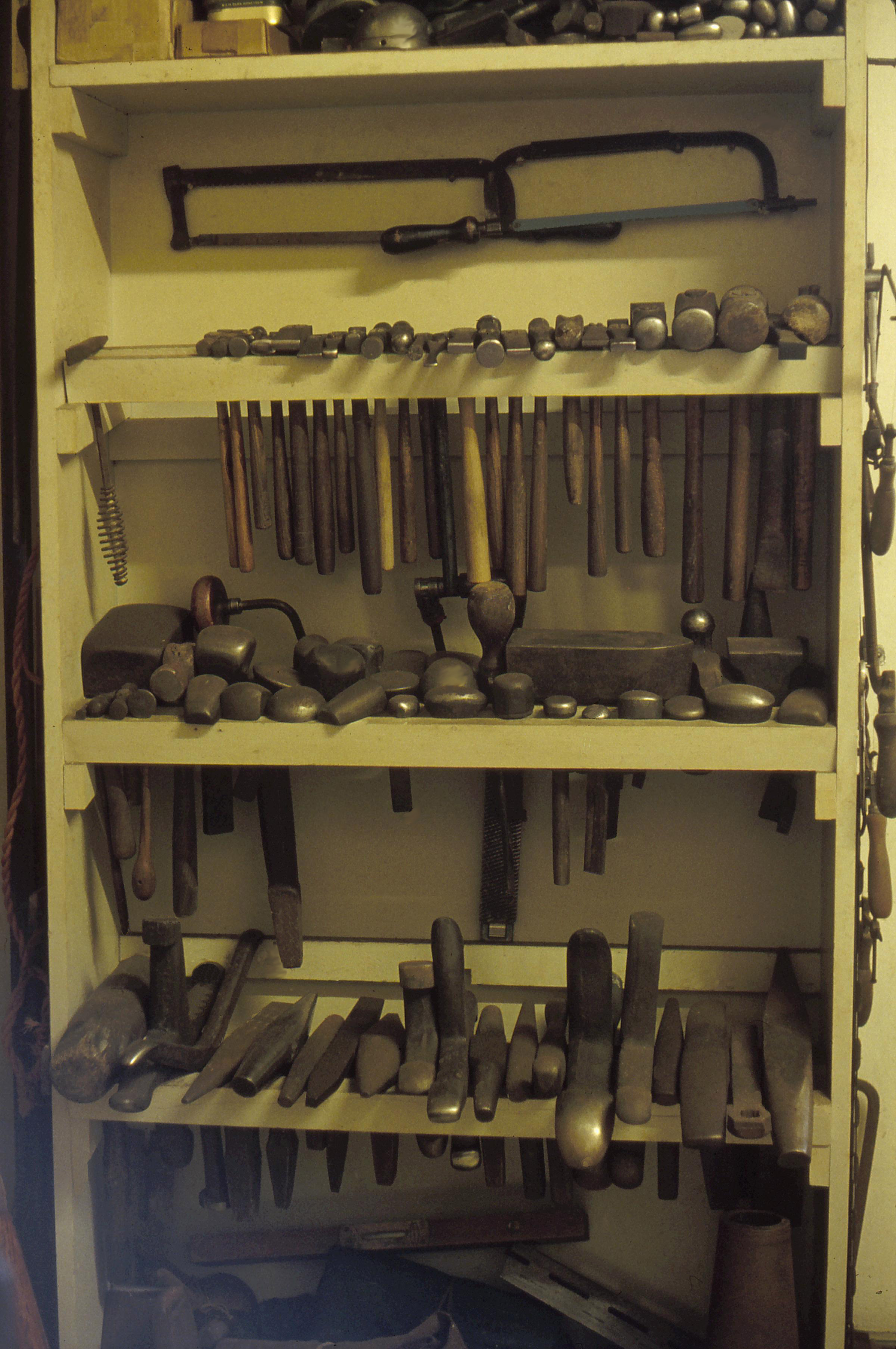
Estaques i martells d'un argenter, 1981

L'enclusa del ferrer comú està feta d'acer forjat o fos, de ferro forjat amb una cara d'acer dur o de ferro colat amb una cara d'acer dur. Les encluses de ferro colat no s'usen per a la forja, ja que són incapaces de resistir l'impacte i s'esquerdarien o abonyegarien. Per altra banda, les encluses de ferro colat sense una cara d'acer dur no tenen el rebot d'una enclusa més dura, cansant més el ferrer.
Històricament, algunes encluses s'han fet amb una cara de treball superior llisa d'acer endurit soldada a un cos de ferro colat o de ferro forjat, tot i que aquest mètode de fabricació ja no es fa servir. En un extrem, l'enclusa comuna del forjador té una banya cònica sortint que es fa servir per martellejar peces corbes. L'altre extrem s'anomena normalment taló. Ocasionalment, l'altre extrem també està proveït d'una altra banya, piramidal. La majoria d'encluses fetes des de finals del segle xviii també tenen un forat resistent on es poden introduir diverses eines, com el tallador d'enclusa o el cisell calent, i subjectar-se per l'enclusa. Algunes encluses tenen diversos forats resistents, per acomodar una varietat més àmplia d'eines. Una enclusa també pot tenir un coixinet més suau per al treball de cisell.
L'enclusa per a un martell de potència se sol recolzar sobre un bloc d'enclusa massiu, de vegades amb un pes superior a 800 tones per a un martell de 12 tones; aquest altre cop descansa sobre una sòlida base de fusta i maçoneria o formigó.
Una enclusa pot tenir una marca que indiqui el seu pes, fabricant o lloc d'origen. Les encluses de fabricació estatunidenca sovint es marquen en lliures. Les encluses europees es marquen en quilograms. Les encluses angleses sovint eren marcades en CWT; la marca constava de tres números, que indicaven CWT, quart de CWT i lliures. Per exemple, un 3-1-5, si existís aquesta enclusa, seria 3×112 lliures + 1×28 lliures + 5 lliures = 369 lb ≈ 168 kg.
Les encluses barates fetes d'acer inferior o ferro colat i que sovint es venen a les ferreteries detallistes, es consideren inadequades per a un ús professional, i sovint se'ls anomena "ASO" o "objectes en forma d'enclusa".
Un torn de metall pot tenir una petita enclusa integrada en el seu disseny.
Aquests dissenys s'han originat en diverses ubicacions geogràfiques:

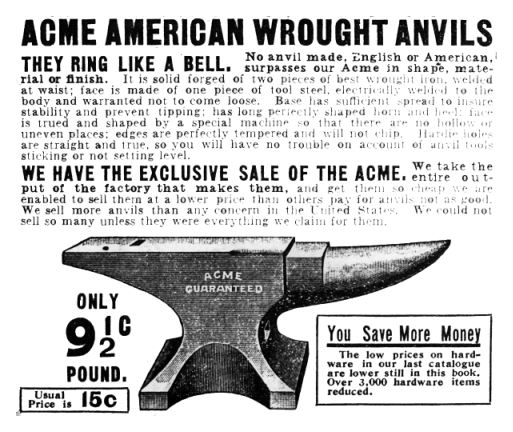
Publicitat d'una enclusa marca ACME

- Francesa: la superfície superior disminueix d'amplada per tots dos costats, i n'acaba en punta a cada banda.
- Espanyola: la superfície superior disminueix d'amplada en un sol costat.
- Bigòrnia (o picòrnia, bigorna o bicòrnia):[8] enclusa molt petita, normalment de dues puntes, utilitzada per ferrers i llauners.

## Història
Les encluses es van fer primer de pedra com a eina de pedra lítica, després de bronze i més tard de ferro forjat. A mesura que l'acer es feia més fàcilment disponible, les encluses s'hi van adaptar. Això es va fer per donar a l'enclusa una cara dura i evitar que l'enclusa es deformés a causa dels impactes. Molts estils regionals d'encluses van evolucionar al llarg del temps a partir del simple bloc que utilitzaren per primera vegada pels ferrers. La majoria de les encluses que es troben avui als Estats Units es basen en l'enclusa de Londres de mitjans del segle xix.
L'enclusa d'acer de ferro forjat es va produir fins a principis del segle xx. Durant els segles XIX i XX, aquest mètode de construcció va evolucionar per a produir encluses de molt alta qualitat. El procés bàsic n'implicava palanques de soldadura de ferro forjat juntes per a produir la forma desitjada. La seqüència i la ubicació de les soldadures van variar entre diferents fabricants d'encluses i el tipus d'enclusa que es fabricava. Al mateix temps, s'estaven fabricant als Estats Units encluses de ferro colat amb cares d'acer. En les albors del segle xx van començar a produir-se les encluses d'acer modelat sòlid, així com dues peces forjades d'encluses fetes de forges tancades. Les modernes generalment n'estan fetes enterament d'acer.
Hi ha moltes referències a encluses en grec antic i escriptures egípcies, incloent-hi les obres d'Homer.

### Dins l'etologia i biologia general
L'aplicació dels principis de l'enclusa és anterior a la pràctica humana històrica, i n'hi ha un bon nombre d'exemples entre diverses espècies d'animals. Alguns dels exemples etològics més documentats de l'ús d'eines pels animals salvatges són de ximpanzés observats usant martells de fusta o pedra per a esquerdar nous, amb troncs o roques que fan servir com a encluses. Menys formalment, alguns ocells com algunes espècies de candidiasis han estat coneguts durant segles per trencar les petxines dels caragols dels quals s'alimenten, colpejant-los sobre les roques. Altres espècies d'ocells tenen hàbits similars, especialment algunes de les pites tropicals, i els ocells individuals de moltes d'aquestes espècies tenen les seves pròpies encluses particulars on s'acumulen les seves petxines rebutjades.

## En la cultura popular

### Televisió i cinema

Una enclusa ardent en l'escut d'armes del municipi de Tohmajärvi

L'enclusa d'un metal·lúrgic típic, amb banya en un extrem i cara plana a l'altre, és un complement estàndard per a gags de dibuixos animats, com l'epítom d'un objecte pesat i maldestre que és perfecte per caure sobre un antagonista. Aquesta metàfora visual és habitual, per exemple, als curts Looney Tunes i Merrie Melodies de Warner Brothers, com els de Wile E. Coyote i el Road Runner. Les encluses dels dibuixos animats també apareixen en un episodi de Gilmore Girls, en què un dels personatges principals intenta mantenir una conversa sobre "On anaren a parar totes les encluses?", una referència a la seva caiguda en desús a escala general. Animaniacs va fer gags freqüents sobre el tema al llarg de la seva carrera, fins i tot creà un regne anomenat "Anvilania", l'únic producte nacional del qual són les encluses.

### Llibres
Els nans eren ferrers que utilitzaven encluses per treballar els metalls a Les Cròniques de Nàrnia de CSLewis, més emblemàtics en El nebot del mag i El príncep Caspian; així com a El hòbbit de J. R. R. Tolkien.

### Música

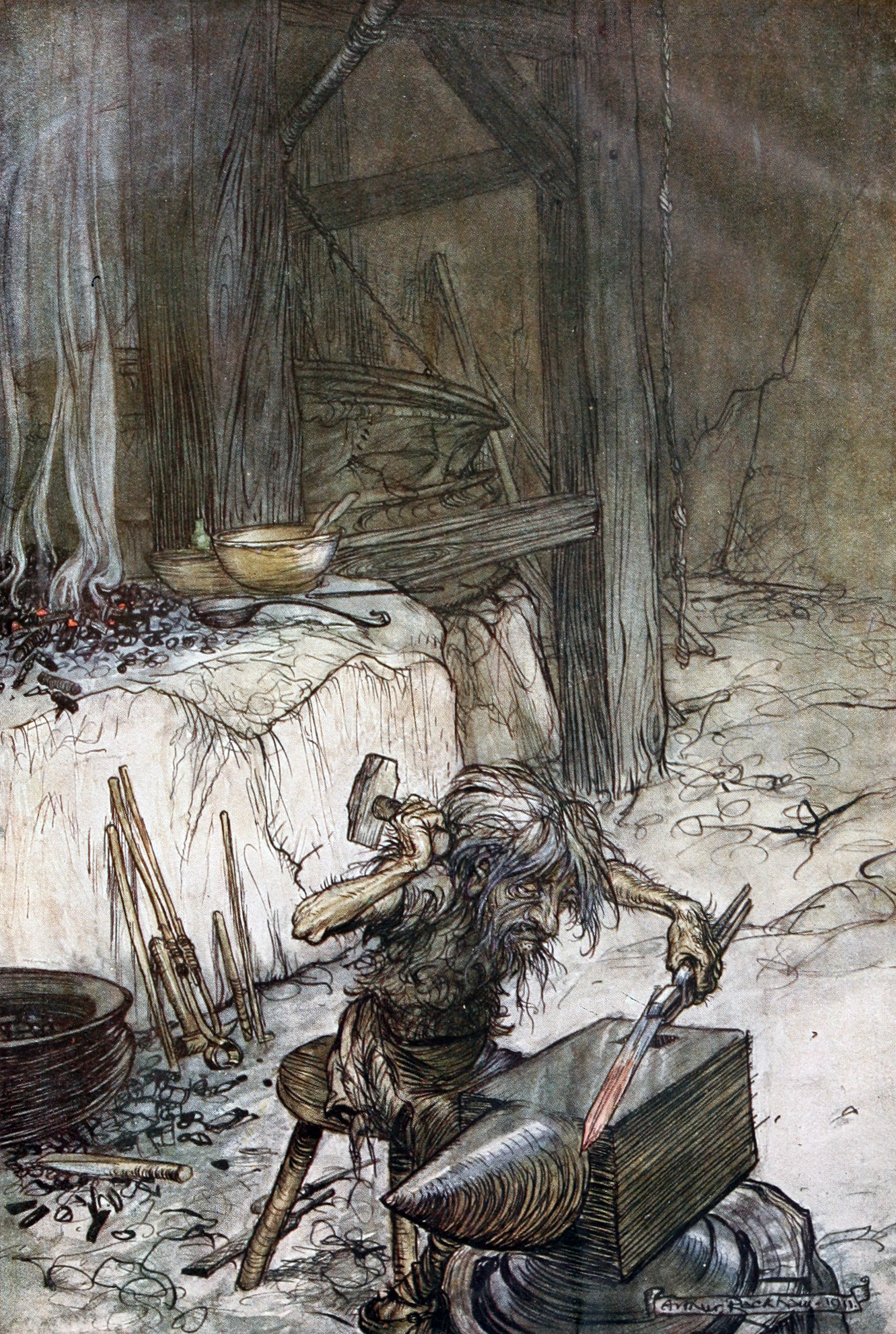
Mim a l'enclusa d'Arthur Rackham

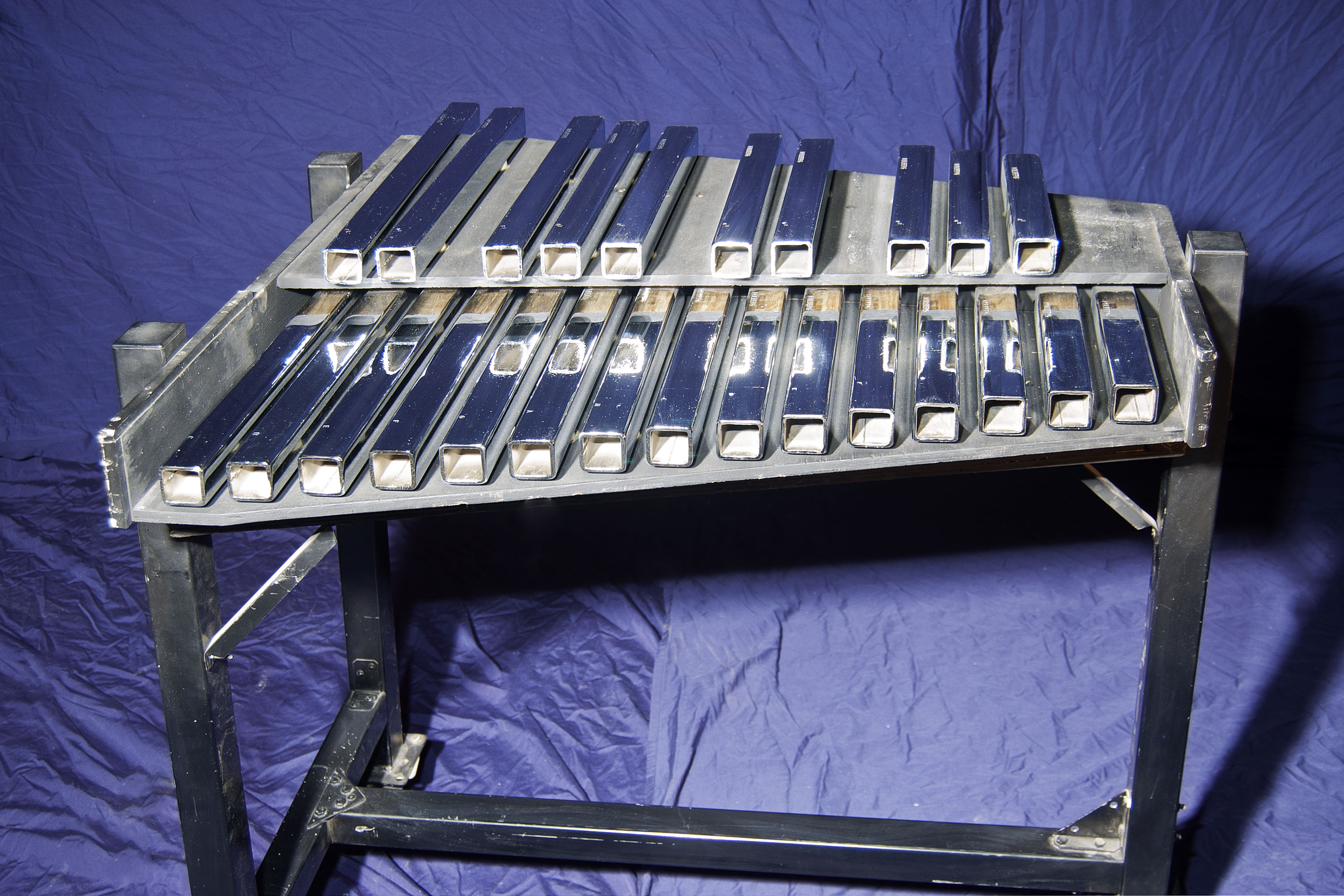
Un conjunt cromàtic d'encluses afinades

Les encluses s'han utilitzat com a instruments de percussió en diverses composicions musicals famoses, com ara:
- Louis Andriessen: De Materie (Part I), que inclou un solo estès per a dues encluses
- Kurt Atterberg: Simfonia núm. 5
- Daniel Auber: òpera Le Maçon
- Alan Silvestri: El retorn de la mòmia
- Arnold Bax: Simfonia núm. 3
- The Beatles: Maxwell's Silver Hammer fa un ús destacat de l'enclusa. El seu roadie Mal Evans va jugar a l'enclusa.
- Benjamin Britten: The burning fiery furnace
- Aaron Copland: Simfonia núm. 3
- Don Davis: La trilogia de Matrix
- Brad Fiedel: Terminator
- Neil Finn: "Song of the Lonely Mountain", escrit per als crèdits finals d'El hòbbit: Un viatge inesperat
- Gustav Holst: Segona Suite en Fa per a Banda Militar, que inclou un moviment titulat "Song of the Blacksmith"
- Nicholas Hooper: Harry Potter i el príncep mestí
- James Horner: el va utilitzar àmpliament enAliens i altres pel·lícules seves com Flightplan, Misteriosa obsessió i Titanic.
- Metallica: For Who The Bell Tolls
- Randy Newman: Toy Story 3
- Carl Orff: Antígona
- Howard Shore: trilogia cinematogràfica El Senyor dels Anells. S'utilitza principalment per al tema d'Ísengard.
- Juan María Solare: Veinticinco de agosto, 1983 i Un ángel de hielo y fuego
- John Philip Sousa: Habitants del món occidental, en què el segon moviment, L'home blanc, demana dos parells d'encluses, l'una petita i l'altra gran.
- Josef Strauss: Feuerfest!, op. 269 (1869). El títol significa "ignífuga". Aquest va ser el lema de l'empresa de caixes ignífugues Wertheim, que va encarregar l'obra.[17]
- Edgard Varèse: Ionització
- Giuseppe Verdi: Il trovatore, amb el famós Anvil Chorus
- Richard Wagner: Der Ring des Nibelungen en Das Rheingold en l'escena 3, utilitzant 18 encluses afinades en fa en tres octaves, i Siegfried a l'acte I, en particular la "Cançó forjada de Siegfried" (Nothung! Neidliches Schwert!)
- William Walton: La festa de Belshazzar
- John Williams: Tauró, Star Wars episodi III: La venjança dels Sith

L'Anell dels Nibelungs de Wagner destaca per l'ús de l'enclusa com a percussió aguda. La gran majoria d'obres existents utilitzen l'enclusa com a no tocada. No obstant això, les encluses afinades estan disponibles com a instruments musicals, tot i que són inusuals.
No s'han de confondre amb les encluses de serradors que es fan servir per afinar grans fulles de serra circular. Les encluses d'acer s'utilitzen per afinar per utilitzar-les com a instruments musicals, perquè les basades en part en ferro colat i materials similars donen un so més apagat; això es valora realment en la indústria, ja que les encluses d'acer pur són molestament sorolloses, encara que energèticament més eficients.
El martell i l'enclusa han gaudit d'una popularitat diferent en els papers orquestrals. Robert Donington va assenyalar que Sebastian Virdung els anota en el seu llibre de 1510, i Martin Agricola els inclou en la seva llista d'instruments (Musica instrumentalis deudsch, 1529) en gran part com un compliment a Pitàgores. En temps premoderns o moderns, les encluses apareixen ocasionalment en obres operístiques de Berlioz, Bizet, Gounod, Verdi i Wagner, per exemple. Normalment s'utilitzen parells d'encluses afinades a la tercera part.
En la pràctica, les orquestres modernes solen substituir un tambor de fre o una altra estructura d'acer adequada que sigui més fàcil d'afinar que una enclusa real, tot i que es pot mostrar un puntal en forma d'enclusa visiblement convincent si es desitja. A Das Rheingold Wagner va anotar nou encluses petites, sis de mitjanes i tres de grans, però les orquestres poques vegades es poden permetre una instrumentació d'aquesta escala.